# لوتشيانو كارتي
لوتشيانو كارتي (بالهولندية: Luciano Carty)‏ هو لاعب كرة قدم هولندي وبلجيكي في مركز الهجوم، ولد في 2 أكتوبر 2001 في خرونينغن في هولندا. لعب مع نادي إيمن.

## وصلات خارجية
- لوتشيانو كارتي على موقع قاعدة بيانات كرة القدم.إي يو (الإنجليزية)
- لوتشيانو كارتي على موقع Soccerway.com (الإنجليزية)
- لوتشيانو كارتي على موقع عالم كرة القدم.نت (الإنجليزية)